# رافاييل فورلان
رافاييل فورلان (بالبرتغالية: Rafael Furlan‏) هو لاعب كرة قدم برازيلي في مركز الدفاع، ولد في 20 سبتمبر 1994 في Quirinópolis ‏ في البرازيل. لعب مع نادي أنابوليس ‏.

## وصلات خارجية
- رافاييل فورلان على موقع قاعدة بيانات كرة القدم.إي يو (الإنجليزية)
- رافاييل فورلان على موقع Soccerway.com (الإنجليزية)